# Gotein-Libarrenx
Pour les articles homonymes, voir Gotein et Libarrenx.
Gotein-Libarrenx [ɡɔtɛ̃ libaʁɛ̃ks] (en basque: Gotaine-Irabarne) est une commune française, située dans le département des Pyrénées-Atlantiques en région Nouvelle-Aquitaine.
Le gentilé est Gotaintar.

## Géographie

### Localisation
La commune de Gotein-Libarrenx se trouve dans le département des Pyrénées-Atlantiques, en région Nouvelle-Aquitaine.
Elle se situe à 63 km par la route de Pau, préfecture du département, à 35 km d'Oloron-Sainte-Marie, sous-préfecture, et à ZZZ km de Mauléon-Licharre, bureau centralisateur du canton de Montagne Basque dont dépend la commune depuis 2015 pour les élections départementales.
La commune fait en outre partie du bassin de vie de Mauléon-Licharre.
Les communes les plus proches sont : 
Idaux-Mendy (1,6 km), Garindein (2,1 km), Menditte (3,2 km), Ordiarp (3,5 km), Mauléon-Licharre (3,9 km), Sauguis-Saint-Étienne (4,4 km), Roquiague (4,9 km), Aussurucq (5,3 km).
Sur le plan historique et culturel, Gotein-Libarrenx fait partie de la province de la Soule, un des sept territoires composant le Pays basque,. La Basse-Navarre en est la province la plus variée en ce qui concerne son patrimoine, mais aussi la plus complexe du fait de son morcellement géographique. Depuis 1999, l'Académie de la langue basque ou Euskalzaindia divise le territoire du Labourd en six zones,. La Soule, traversée par la vallée du Saison, est restée repliée sur ses traditions (mascarades, pastorales, chasse à la palombe, etc). Elle se divise en Haute-Soule, Basse-Soule et Arbaille, dont fait partie la commune.

### Communes limitrophes
Les communes limitrophes sont  Garindein, Idaux-Mendy, Mauléon-Licharre, Menditte, Ordiarp et Roquiague.
| Garindein   | Mauléon-Licharre |           |
| Ordiarp     | Gotein-Libarrenx | Roquiague |
| Idaux-Mendy | Menditte         |           |

### Hydrographie

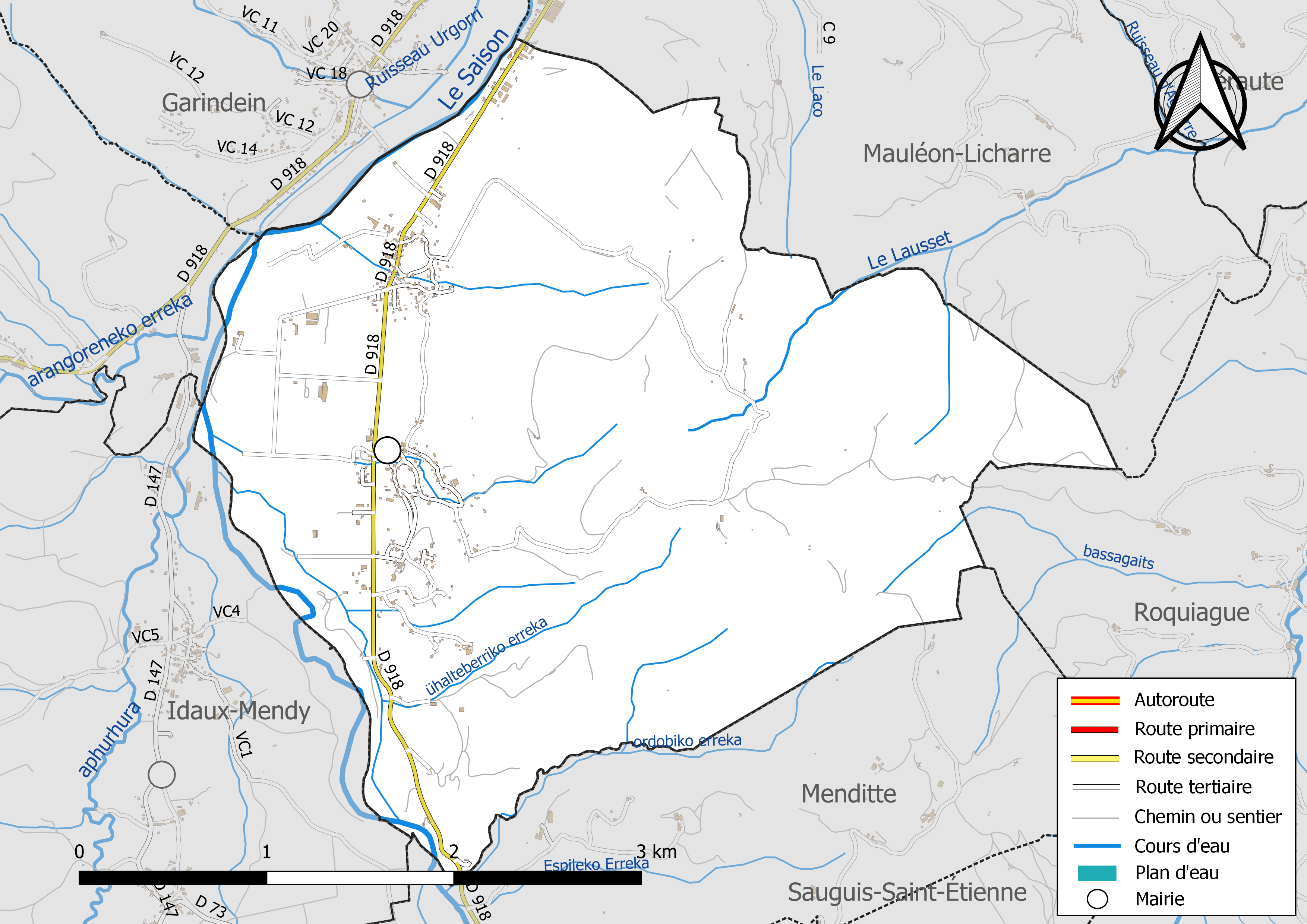
Réseaux hydrographique et routier de Gotein-Libarrenx.

La commune est drainée par le Saison, le Lausset, le ruisseau d'Ordoby, Uhalteberri erreka, et par divers petits cours d'eau, constituant un réseau hydrographique de 16 km de longueur totale,.
Le Saison, d'une longueur totale de 72,2 km, prend sa source dans la commune de Larrau et s'écoule du sud vers le nord. Il traverse la commune et se jette dans le gave d'Oloron à Autevielle-Saint-Martin-Bideren, après avoir traversé 31 communes.

### Climat
Pour des articles plus généraux, voir Climat de la Nouvelle-Aquitaine et Climat des Pyrénées-Atlantiques.
Historiquement, la commune est exposée à un micro climat océanique basque.  
En 2020, Météo-France publie une typologie des climats de la France métropolitaine dans laquelle la commune est exposée à un climat de montagne et est dans la région climatique Pyrénées atlantiques, caractérisée par une pluviométrie élevée (>1 200 mm/an) en toutes saisons, des hivers très doux (7,5 °C en plaine) et des vents faibles.
Pour la période 1971-2000, la température annuelle moyenne est de 13,3 °C, avec une amplitude thermique annuelle de 13,5 °C. Le cumul annuel moyen de précipitations est de 1 408 mm, avec 12,1 jours de précipitations en janvier et 8,7 jours en juillet. Pour la période 1991-2020, la température moyenne annuelle observée sur la station météorologique la plus proche, située sur la commune de Licq-Athérey à 14 km à vol d'oiseau, est de 13,1 °C et le cumul annuel moyen de précipitations est de 1 528,1 mm,. Pour l'avenir, les paramètres climatiques de la commune estimés pour 2050 selon différents scénarios d’émission de gaz à effet de serre sont consultables sur un site dédié publié par Météo-France en novembre 2022.

### Milieux naturels et biodiversité

#### Réseau Natura 2000
Le réseau Natura 2000 est un réseau écologique européen de sites naturels d'intérêt écologique élaboré à partir des Directives « Habitats » et « Oiseaux », constitué de zones spéciales de conservation (ZSC) et de zones de protection spéciale (ZPS).
Deux sites Natura 2000 ont été définis sur la commune au titre de la « directive Habitats », : 
- « le Saison (cours d'eau) », d'une superficie de 2 200 ha, un cours d'eau de très bonne qualité à salmonidés[24] ;
- « le gave d'Oloron (cours d'eau) et marais de Labastide-Villefranche », d'une superficie de 2 547 ha, une rivière à saumon et écrevisse à pattes blanches[25] ;

#### Zones naturelles d'intérêt écologique, faunistique et floristique
L’inventaire des zones naturelles d'intérêt écologique, faunistique et floristique (ZNIEFF) a pour objectif de réaliser une couverture des zones les plus intéressantes sur le plan écologique, essentiellement dans la perspective d’améliorer la connaissance du patrimoine naturel national et de fournir aux différents décideurs un outil d’aide à la prise en compte de l’environnement dans l’aménagement du territoire.
Une ZNIEFF de type 1 est recensée sur la commune, : 
le « Lausset amont et zones tourbeuses associées » (190,06 ha), couvrant 11 communes du département et deux ZNIEFF de type 2,, : 
- le « bassin versant du Lausset et du Joos : bois, landes et zones tourbeuses » (19 519,13 ha), couvrant 23 communes du département[28] ;
- le « réseau hydrographique du gave d'Oloron et de ses affluents » (6 885,32 ha), couvrant 114 communes dont 2 dans les Landes et 112 dans les Pyrénées-Atlantiques[29].

## Urbanisme

### Typologie
Au 1er janvier 2024, Gotein-Libarrenx est catégorisée commune rurale à habitat dispersé, selon la nouvelle grille communale de densité à sept niveaux définie par l'Insee en 2022.
Elle est située hors unité urbaine. Par ailleurs la commune fait partie de l'aire d'attraction de Mauléon-Licharre, dont elle est une commune de la couronne,. Cette aire, qui regroupe 21 communes, est catégorisée dans les aires de moins de 50 000 habitants,.

### Occupation des sols

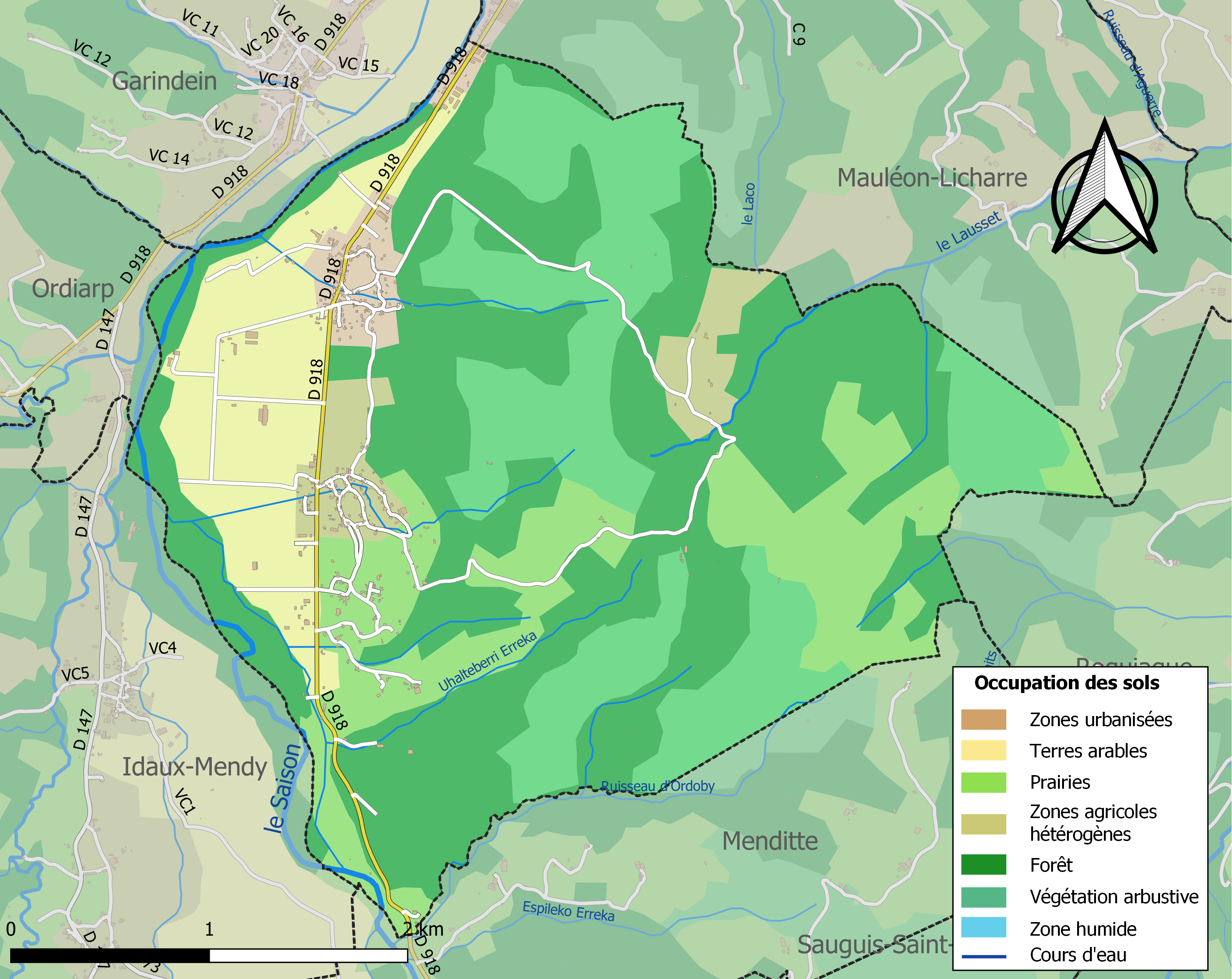
Carte des infrastructures et de l'occupation des sols de la commune en 2018 (CLC).

L'occupation des sols de la commune, telle qu'elle ressort de la base de données européenne d’occupation biophysique des sols Corine Land Cover (CLC), est marquée par l'importance des forêts et milieux semi-naturels (65,2 % en 2018), en augmentation par rapport à 1990 (64 %). La répartition détaillée en 2018 est la suivante : 
forêts (42,7 %), milieux à végétation arbustive et/ou herbacée (22,6 %), prairies (16,4 %), terres arables (11,4 %), zones agricoles hétérogènes (4,5 %), zones urbanisées (2,5 %). L'évolution de l’occupation des sols de la commune et de ses infrastructures peut être observée sur les différentes représentations cartographiques du territoire : la carte de Cassini (XVIIIe siècle), la carte d'état-major (1820-1866) et les cartes ou photos aériennes de l'IGN pour la période actuelle (1950 à aujourd'hui).

### Lieux-dits et hameaux
Neuf quartiers composent la commune de Gotein-Libarrenx :
Gotein
- Kharrika
- Gaikia
- Idaola
- Katapuntaltea (Catapountia sur les cartes IGN)
- Llaurraualtea
- Ohia

Libarrenx
- Kharrika
- Arguaga
- Tartaxü (Tartasia sur les cartes IGN)

### Risques majeurs
Le territoire de la commune de Gotein-Libarrenx est vulnérable à différents aléas naturels : météorologiques (tempête, orage, neige, grand froid, canicule ou sécheresse), inondations, feux de forêts et séisme (sismicité moyenne). Un site publié par le BRGM permet d'évaluer simplement et rapidement les risques d'un bien localisé soit par son adresse soit par le numéro de sa parcelle.
Certaines parties du territoire communal sont susceptibles d’être affectées par le risque d’inondation par une crue torrentielle ou à montée rapide de cours d'eau, notamment le Saison et l'Arangoreneko erreka. La commune a été reconnue en état de catastrophe naturelle au titre des dommages causés par les inondations et coulées de boue survenues en 1982, 1983, 1992, 2009, 2011, 2014 et 2021,.
Gotein-Libarrenx est exposée au risque de feu de forêt. En 2020, le premier plan de protection des forêts contre les incendies (PDPFCI) a été adopté pour la période 2020-2030. La réglementation des usages du feu à l’air libre et les obligations légales de débroussaillement dans le département des Pyrénées-Atlantiques font l'objet d'une consultation de public ouverte du 16 septembre au 7 octobre 2022,.

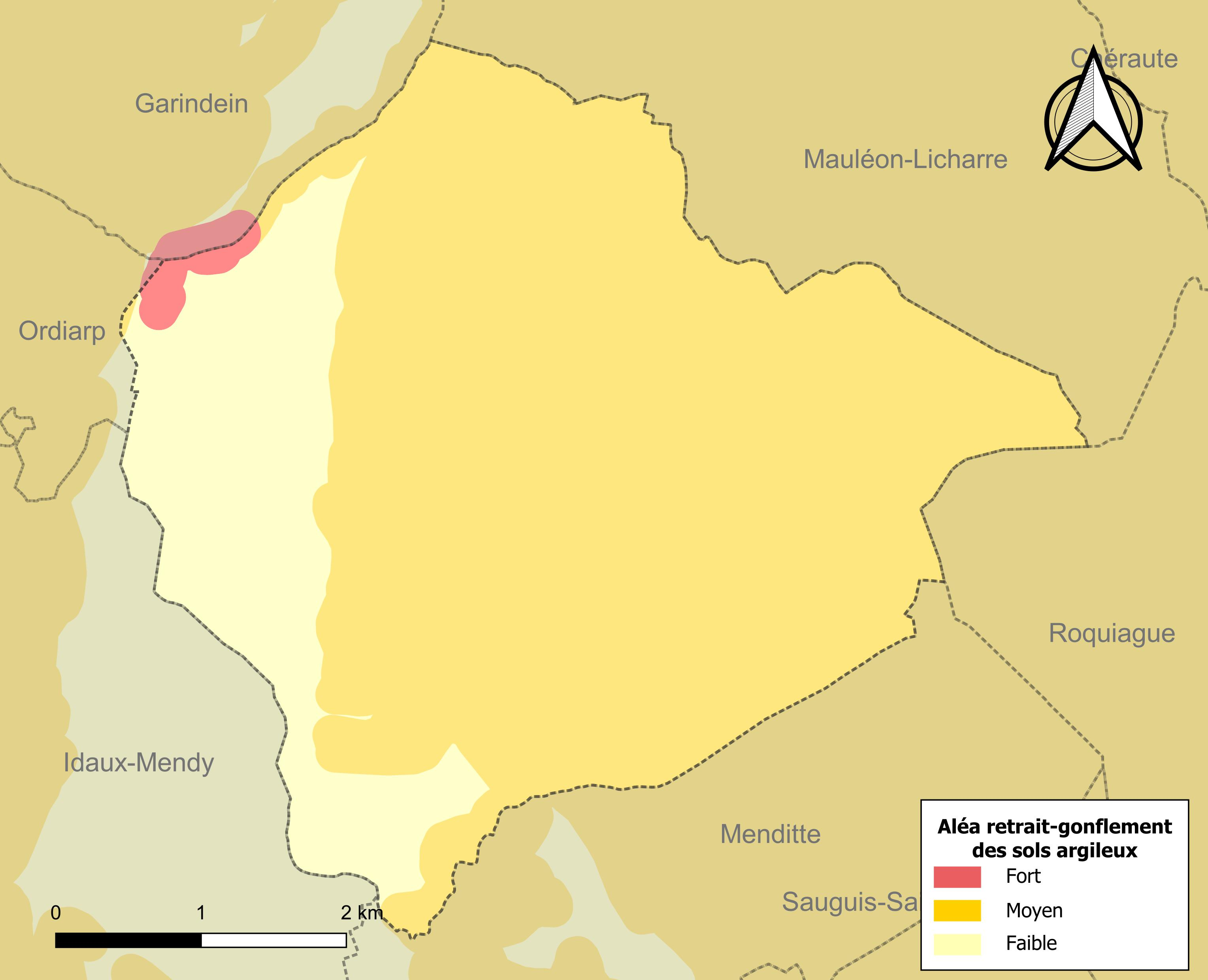
Carte des zones d'aléa retrait-gonflement des sols argileux de Gotein-Libarrenx.

Le retrait-gonflement des sols argileux est susceptible d'engendrer des dommages importants aux bâtiments en cas d’alternance de périodes de sécheresse et de pluie. 79,7 % de la superficie communale est en aléa moyen ou fort (59 % au niveau départemental et 48,5 % au niveau national). Depuis le 1er octobre 2020, en application de la loi ELAN, différentes contraintes s'imposent aux vendeurs, maîtres d'ouvrages ou constructeurs de biens situés dans une zone classée en aléa moyen ou fort,.

## Toponymie

### Attestations anciennes
Le toponyme Gotein apparaît sous les formes 
Gotenh (1375, contrats de Luntz), 
Goutain (XVIIe siècle, titres D'Arthez-Lassalle).
Le toponyme Libarrenx apparaît sous les formes 
Livarren (XIVe siècle dans le cartulaire de Bayonne), 
Libarren (1383, contrats de Luntz), 
Libarrens (1793 ou an II) et 
Libarreux (1801, Bulletin des lois).

### Graphie basque
Son nom basque actuel est Gotaine-Irabarne.

## Histoire
Le Silviet ou assemblée générale du Tiers-État souletin, assez proche du Biltzar d'Ustaritz, se réunissait (XVIIe siècle) dans la forêt de Libarrenx. Le Silviet perdit son rôle représentatif à partir de 1730.
La commune a été créée le 12 mai 1841 par la réunion des communes de Gotein et de Libarrenx.

## Politique et administration
| Période | Période  | Identité         | Étiquette | Qualité |
| ------- | -------- | ---------------- | --------- | ------- |
| 1995    | 2001     | Arnaud Lougarot  |           |         |
| 2001    | En cours | Bernard Lougarot |           |         |

### Intercommunalité
Gotein-Libarrenx appartient à six structures intercommunales :
- la communauté d'agglomération du Pays Basque ;
- le SIGOM ;
- le syndicat AEP du pays de Soule ;
- le syndicat d'assainissement du pays de Soule ;
- le syndicat d’énergie des Pyrénées-Atlantiques ;
- le syndicat intercommunal pour le soutien à la culture basque.

## Population et société

### Démographie
L'évolution du nombre d'habitants est connue à travers les recensements de la population effectués dans la commune depuis 1793. Pour les communes de moins de 10 000 habitants, une enquête de recensement portant sur toute la population est réalisée tous les cinq ans, les populations de référence des années intermédiaires étant quant à elles estimées par interpolation ou extrapolation. Pour la commune, le premier recensement exhaustif entrant dans le cadre du nouveau dispositif a été réalisé en 2005.

En 2022, la commune comptait 473 habitants, en évolution de −1,05 % par rapport à 2016 (Pyrénées-Atlantiques : +3,78 %, France hors Mayotte : +2,11 %).
| 1793 | 1800 | 1806 | 1821 | 1831 | 1836 | 1841 | 1846 | 1851 |
| ---- | ---- | ---- | ---- | ---- | ---- | ---- | ---- | ---- |
| 260  | 229  | 276  | 240  | 318  | 319  | 486  | 465  | 443  |

| 1856 | 1861 | 1866 | 1872 | 1876 | 1881 | 1886 | 1891 | 1896 |
| ---- | ---- | ---- | ---- | ---- | ---- | ---- | ---- | ---- |
| 479  | 470  | 452  | 414  | 462  | 506  | 504  | 520  | 506  |

| 1901 | 1906 | 1911 | 1921 | 1926 | 1931 | 1936 | 1946 | 1954 |
| ---- | ---- | ---- | ---- | ---- | ---- | ---- | ---- | ---- |
| 537  | 578  | 527  | 486  | 502  | 471  | 470  | 416  | 444  |

| 1962 | 1968 | 1975 | 1982 | 1990 | 1999 | 2005 | 2006 | 2010 |
| ---- | ---- | ---- | ---- | ---- | ---- | ---- | ---- | ---- |
| 448  | 441  | 486  | 444  | 453  | 467  | 479  | 489  | 451  |

| 2015 | 2020 | 2022 | - | - | - | - | - | - |
| ---- | ---- | ---- | - | - | - | - | - | - |
| 471  | 472  | 473  | - | - | - | - | - | - |

### Enseignement
La commune dispose d'une école élémentaire publique.

## Économie
L'activité est tournée vers l'agriculture (élevage et pâturage). La commune fait partie de la zone d'appellation de l'ossau-iraty.
Une carrière de graviers est également exploitée sur la commune.

## Culture locale et patrimoine

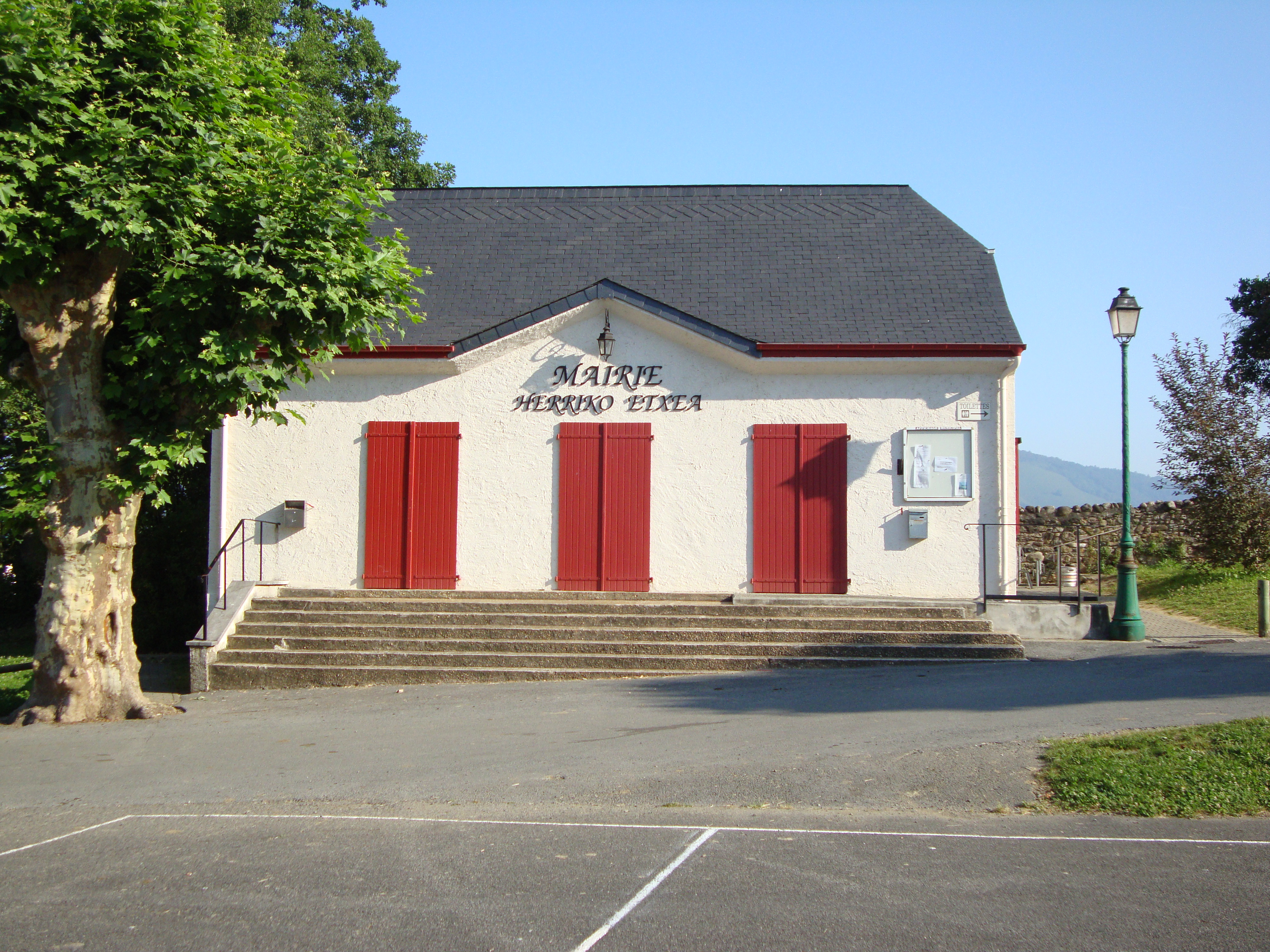
La mairie à Gotein
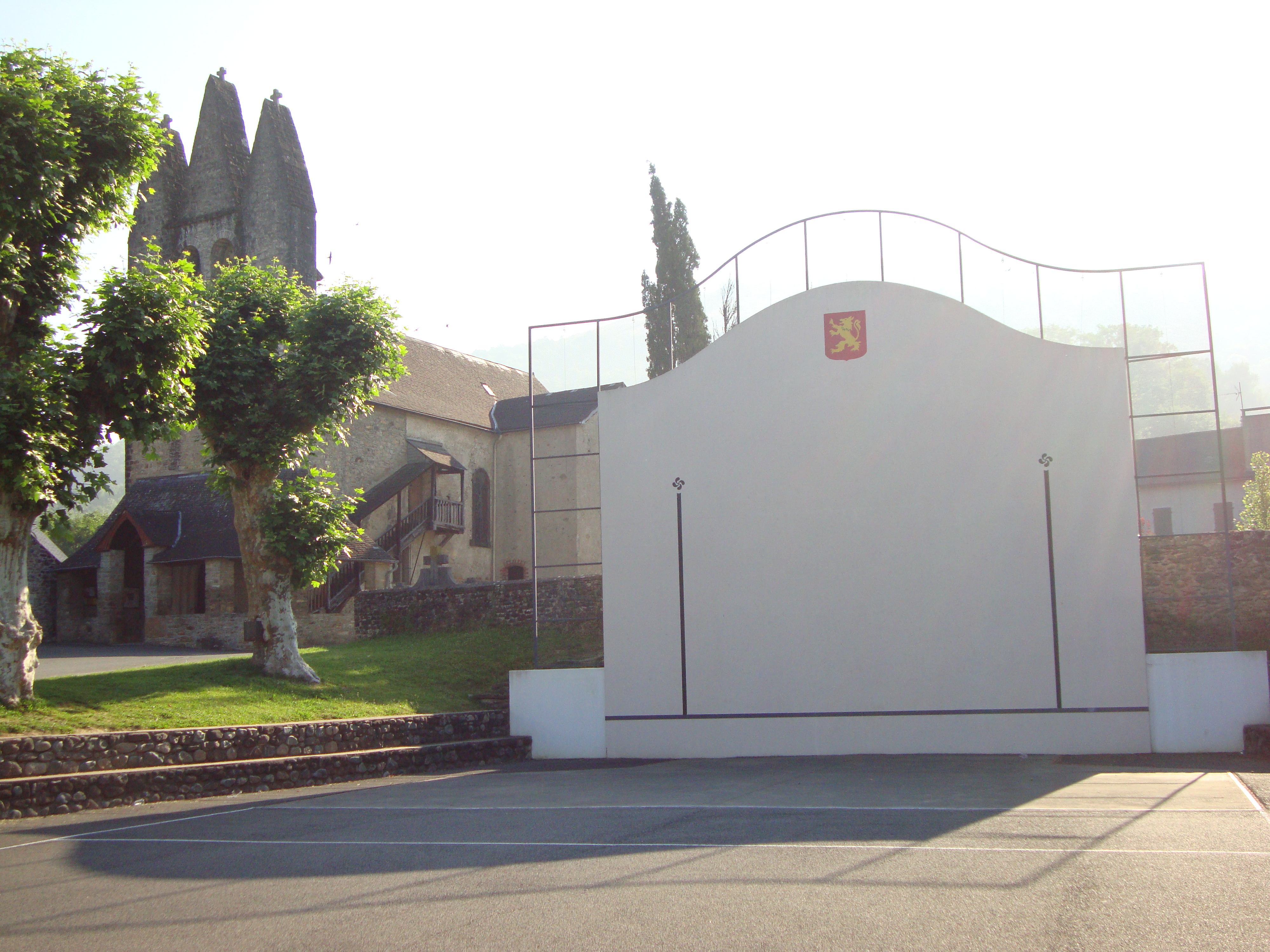
Fronton à Gotein
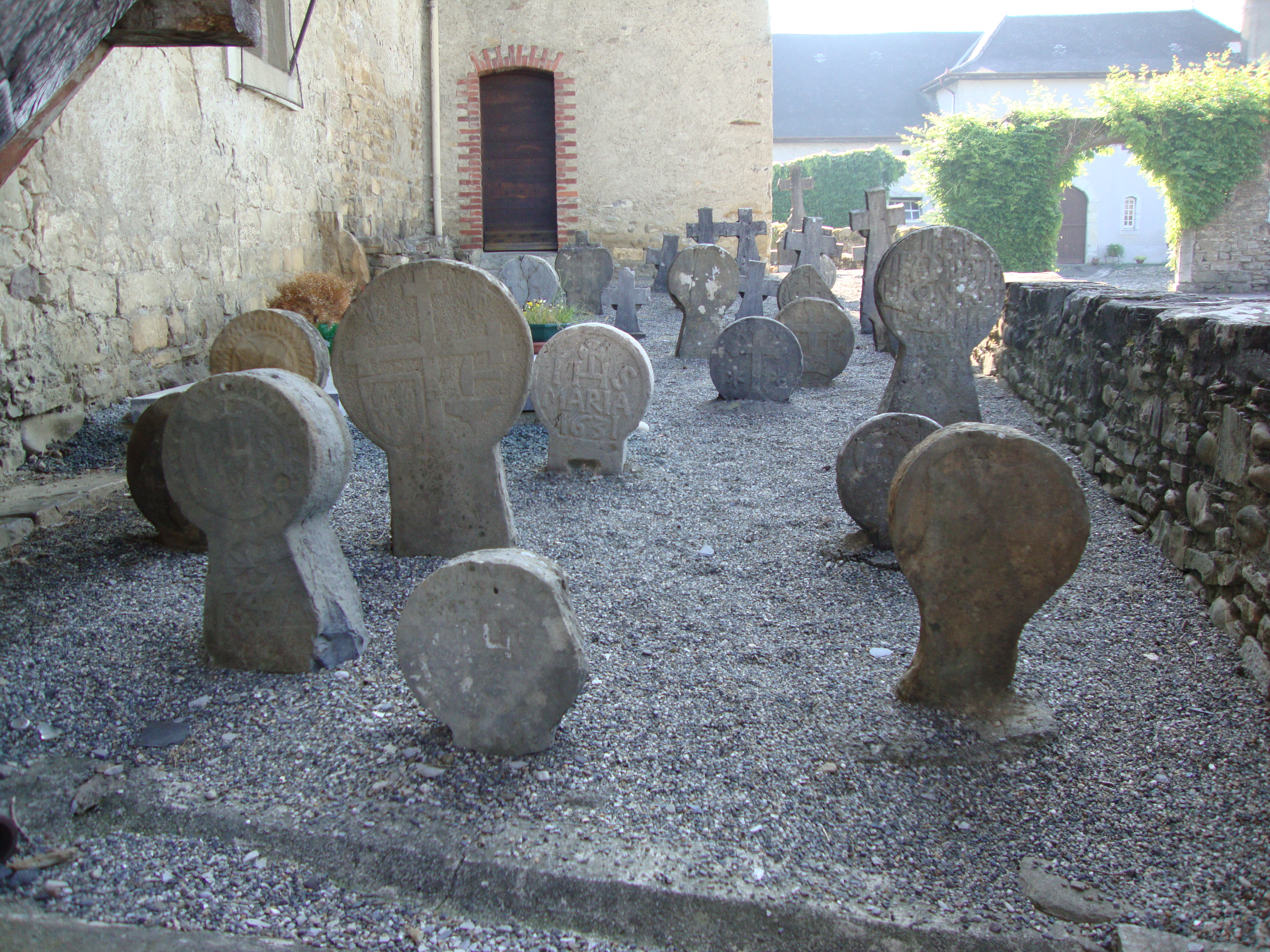
Stèles discoïdales dans le vieux cimetière de Gotein
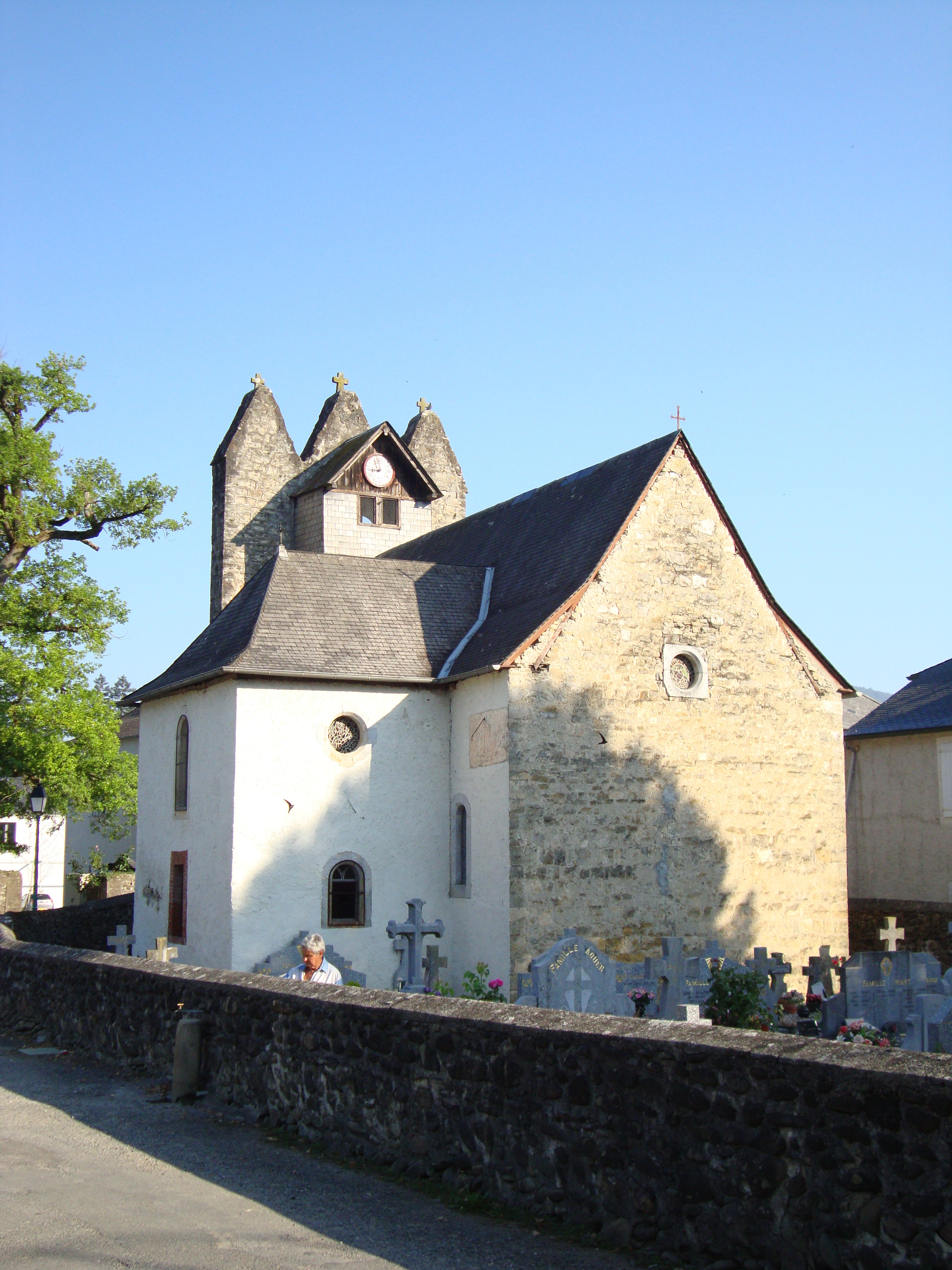
Église trinitaire de Libarrenx
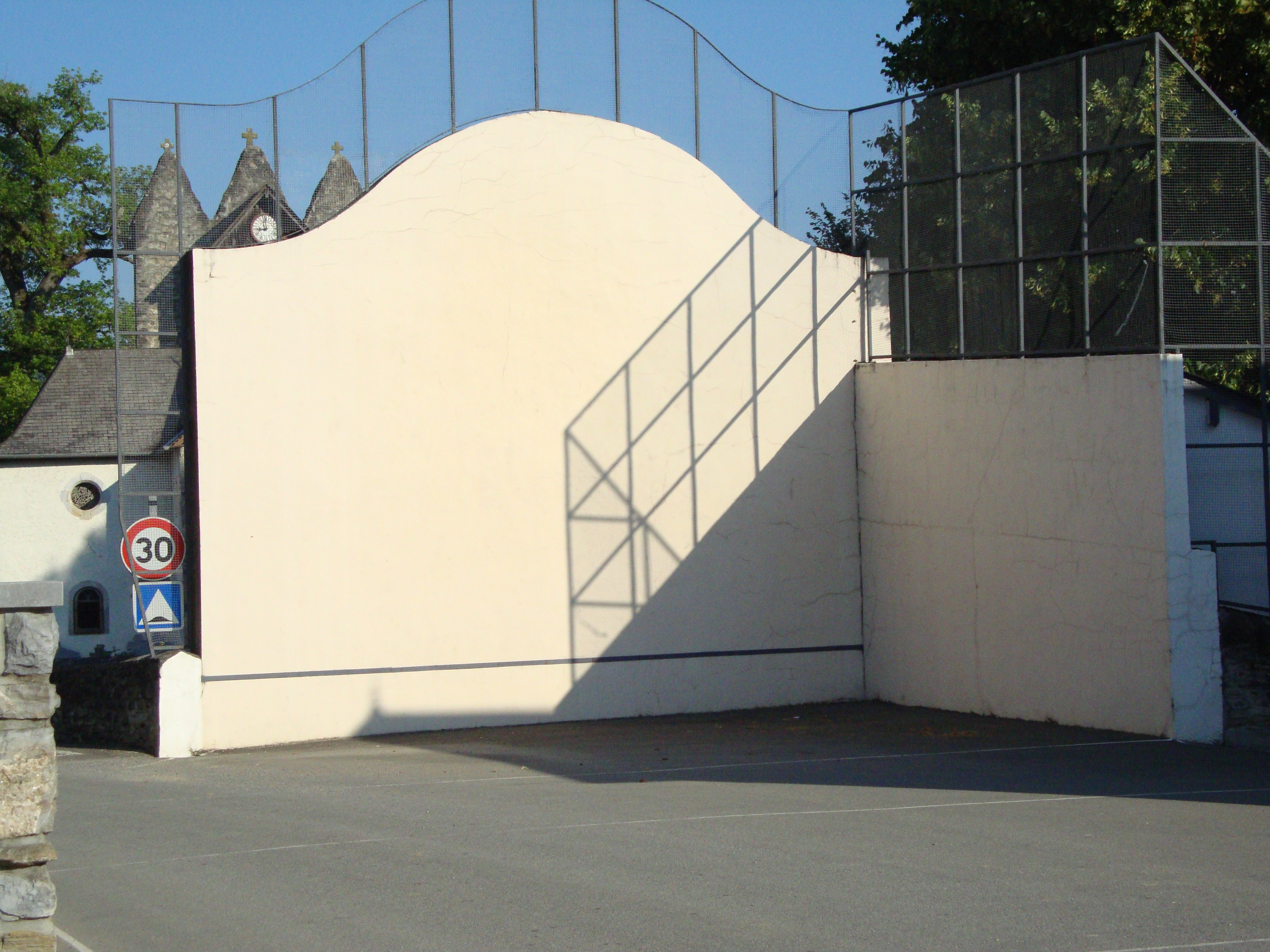
Fronton de Libarrenx
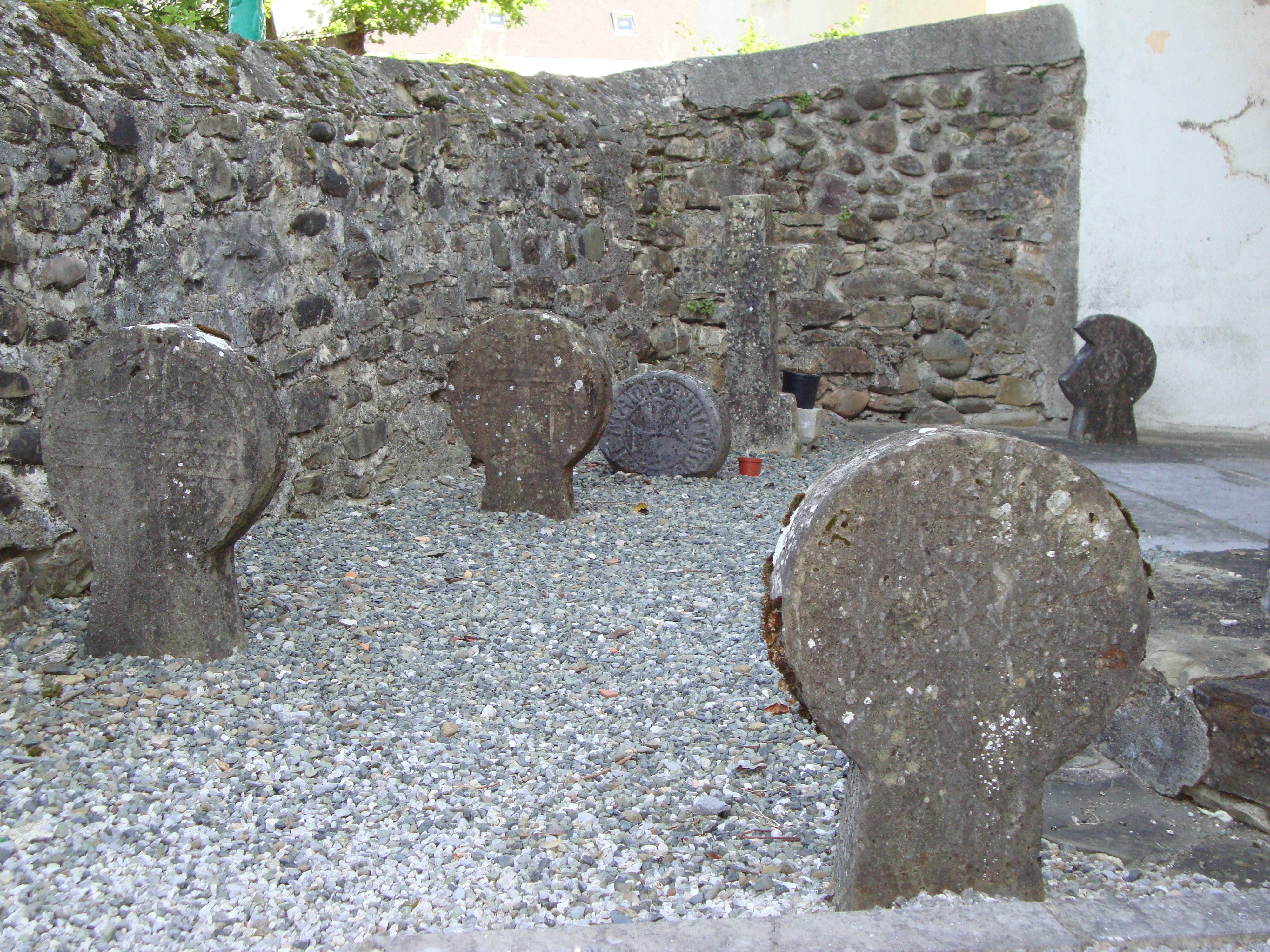
Stèles discoïdales à Libarrenx
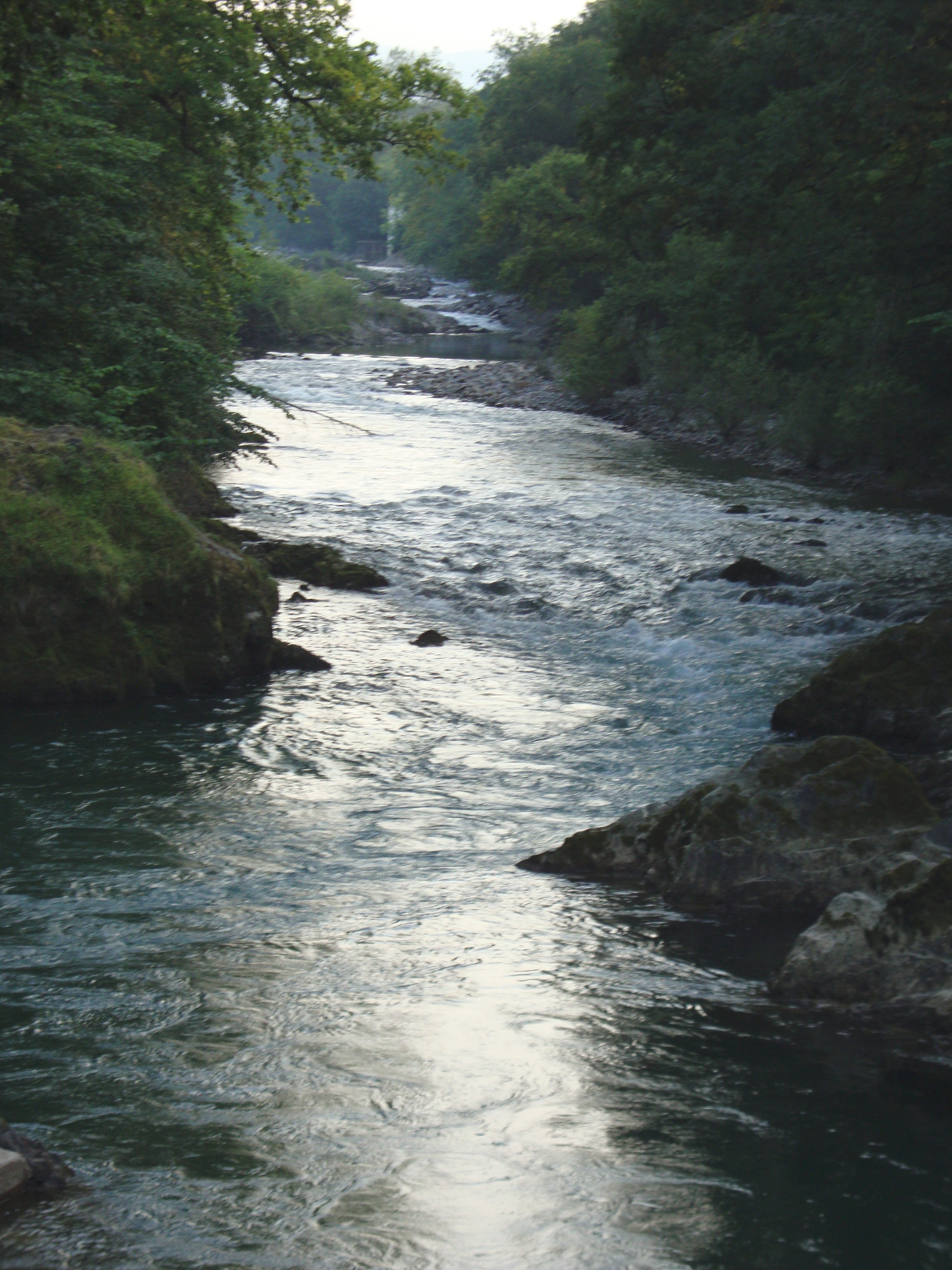
Le Saison à Libarrenx, quartier Arosemborde

### Patrimoine civil
La colline Gastelugain est occupée par une enceinte dite protohistorique, dotée d'un parapet qui en fait le tour, ainsi que d'un système d'éperon barré, composé de plusieurs parapets et fossés successifs.

### Patrimoine religieux
Gotein et Libarrenx possèdent tous les deux une église au clocher-mur dit "trinitaire" c'est-à-dire que la crête du mur, percé de baies où tintent les cloches, s'y achèvent par trois grandes pointes à peu près d'égale hauteur, figurant la Trinité.

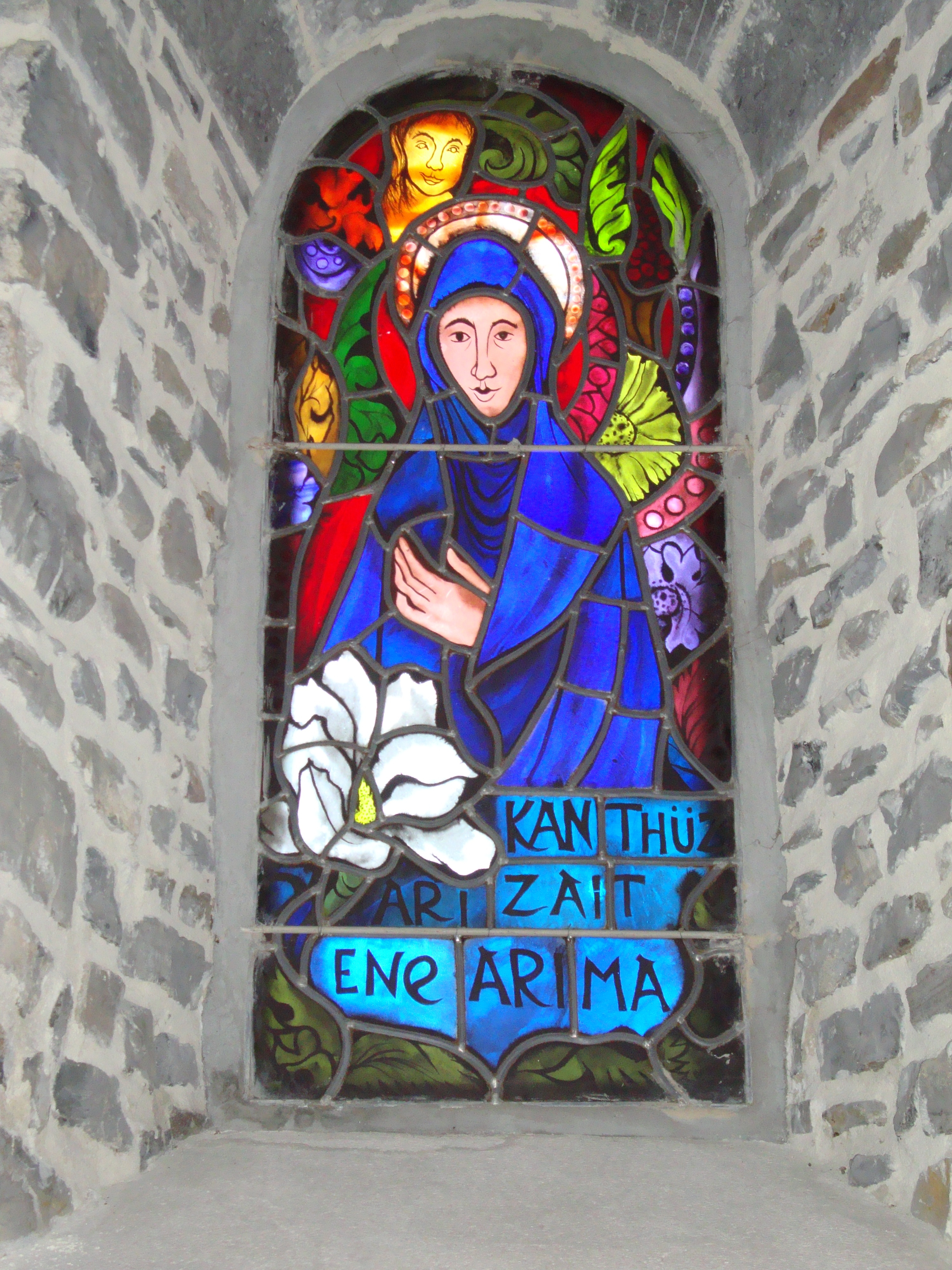
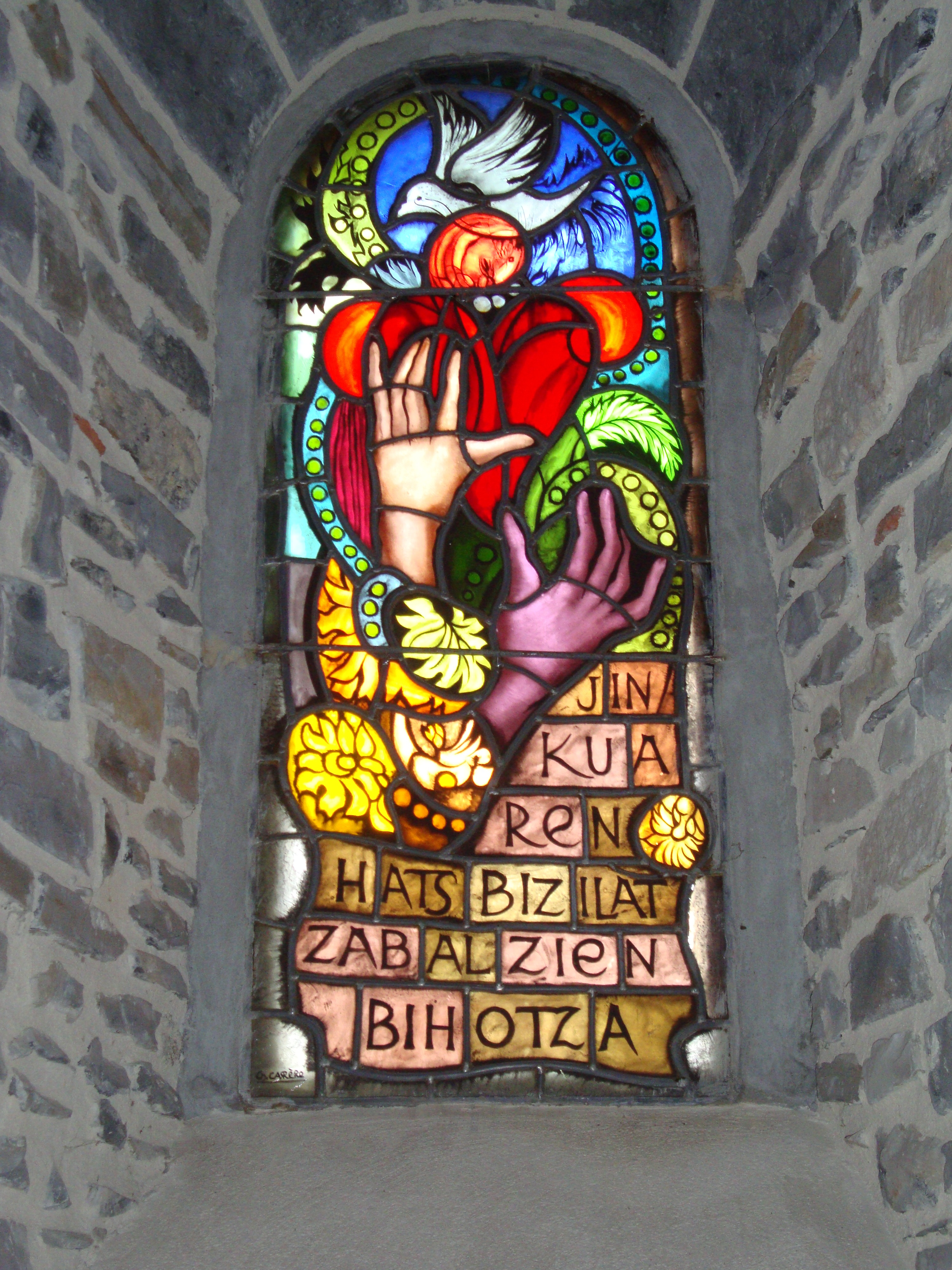
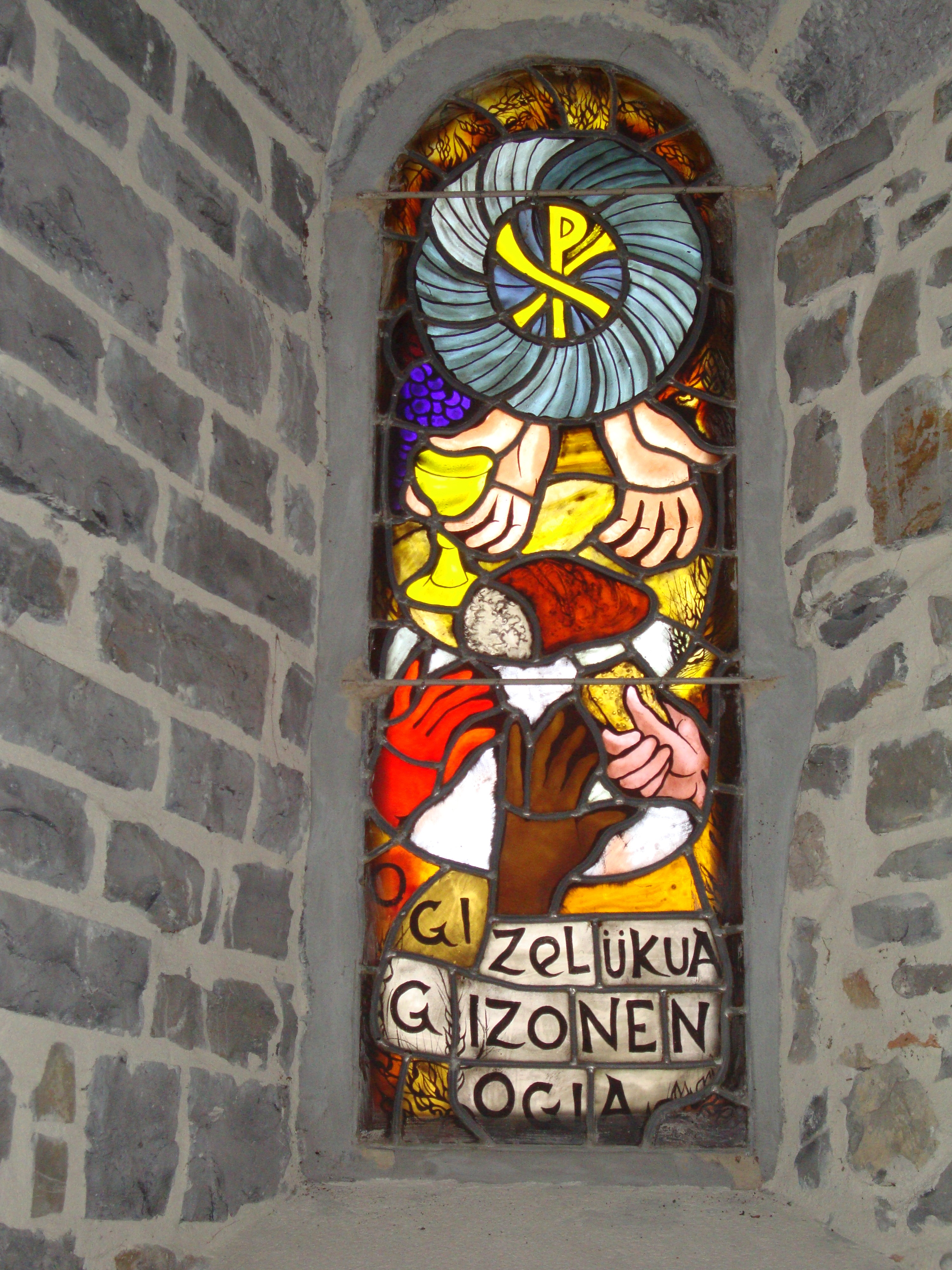
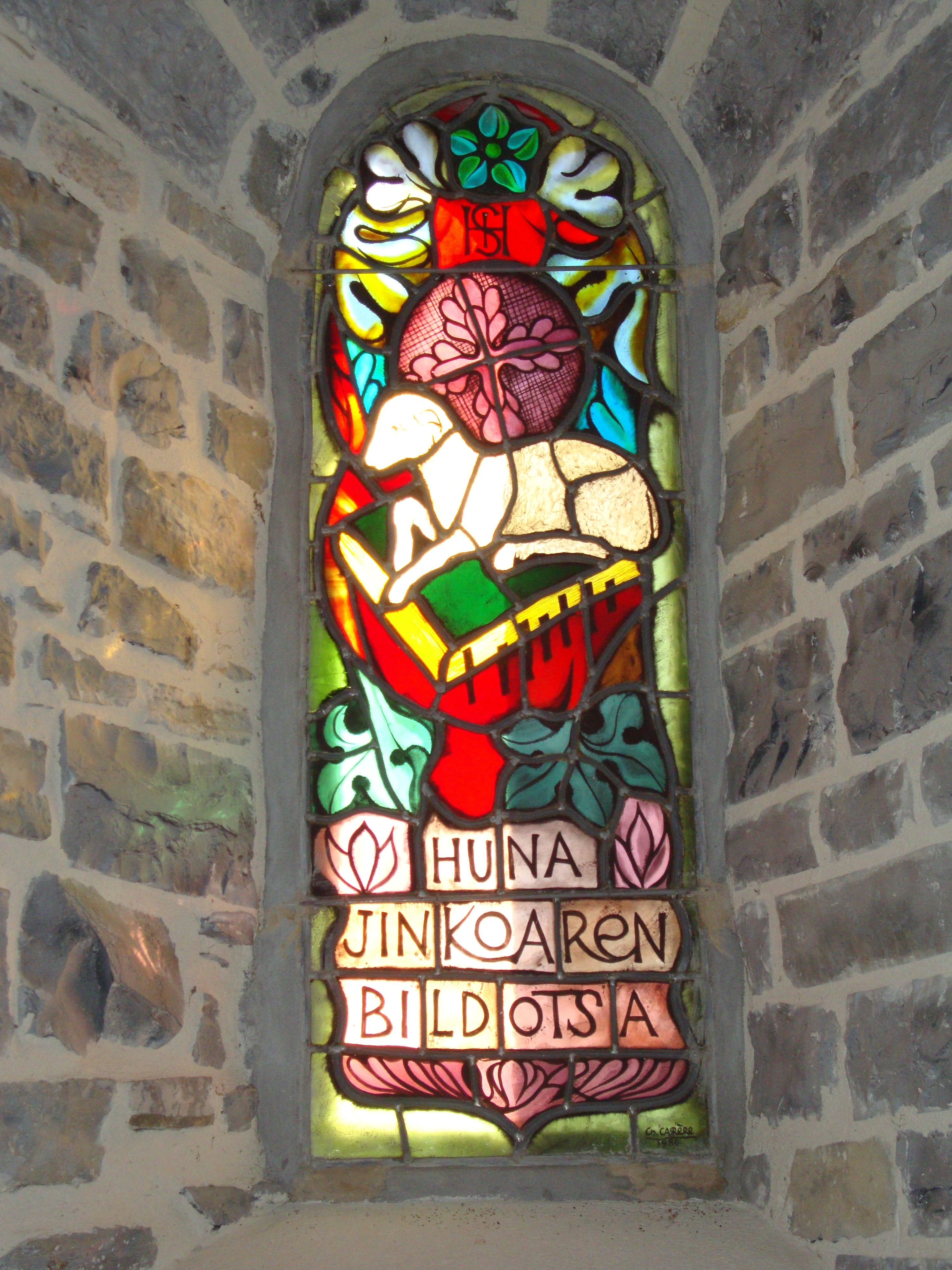

Les vitraux de l'église de Libarrenx

## Équipements
Éducation
La commune dispose d'une école primaire.
Sports et équipements sportifs
- Basket-ball : Gotein possède un club de basket Gaztiak qui comporte 10 équipes.

Une section pelote y est adjointe en 2013, spécialité paleta gomme pleine.
- Cyclisme : La commune se situe sur le trajet de la 16e étape du Tour de France 2007 qui a eu lieu le 25 juillet. Le parcours de 218 kilomètres reliait Orthez à Gourette - Col d'Aubisque.